# Michigamea
Michigamea /Mishigamaw, "the great water" ili "big lake"/, jedno od plemena Illinois Indijanaca, jezične porodice Algonquian, čiji je izvorni dom bio na području rijeke Sangamon u Illinoisu. Odavde pod pritiskom neprijateljskih plemena sa sjevera, uključujuć Siouxe, migriraju na jug pa se nastanjuju na sjeveroistoku Arkansasa, gdje ih 1673. nalazi otac Jacques Marquette. Mira nemaju ni ovdje, napadaju ih Chickasawi, pa 1700. odlaze nazad u Illinois, gdje će se udružiti s Kaskaskiama s kojima dijele kasniju sudbinu. Potomaka im se može naći među mješancima Indijanaca Peoria u okrugu Ottawa u Oklahomi. 

## Vanjske poveznice
- Michigamea Indian Tribe History